# Hiccoda codana
Hiccoda codana är en fjärilsart som beskrevs av Embrik Strand 1917. Hiccoda codana ingår i släktet Hiccoda och familjen nattflyn. Inga underarter finns listade i Catalogue of Life.